# Czarna Wieś Kościelna
Czarna Wieś Kościelna – wieś w Polsce, położona w województwie podlaskim, w powiecie białostockim, w gminie Czarna Białostocka. 
W latach 1975–1998 wieś administracyjnie należała do województwa białostockiego.
Do 1954 roku miejscowość była siedzibą gminy Czarna Wieś. W latach 1954–1972 wieś należała i była siedzibą władz gromady Czarna Wieś Kościelna. Do 1962 roku Czarna Wieś Kościelna rozwijała się jako jedna miejscowość z Czarną Białostocką.
Miejscowość leży na Wysoczyźnie Białostockiej, otoczone lasami Puszczy Knyszyńskiej.
Wieś została założona w XVIII wieku, osadzono ją w tej lokalizacji na prawie łowieckim pod nazwą Czarna. Od 1795 r. po III rozbiorze Polski i wcieleniu wsi Czarnej do Prus Nowowschodnich, administracja pruska zmieniła nazwę na Czarną Wieś. W 1807 roku wieś została przyłączona do Imperium Rosyjskiego. W XIX w. powstał w Czarnej Wsi duży ośrodek ludowego przemysłu domowego produkcji dachówki ceramicznej.

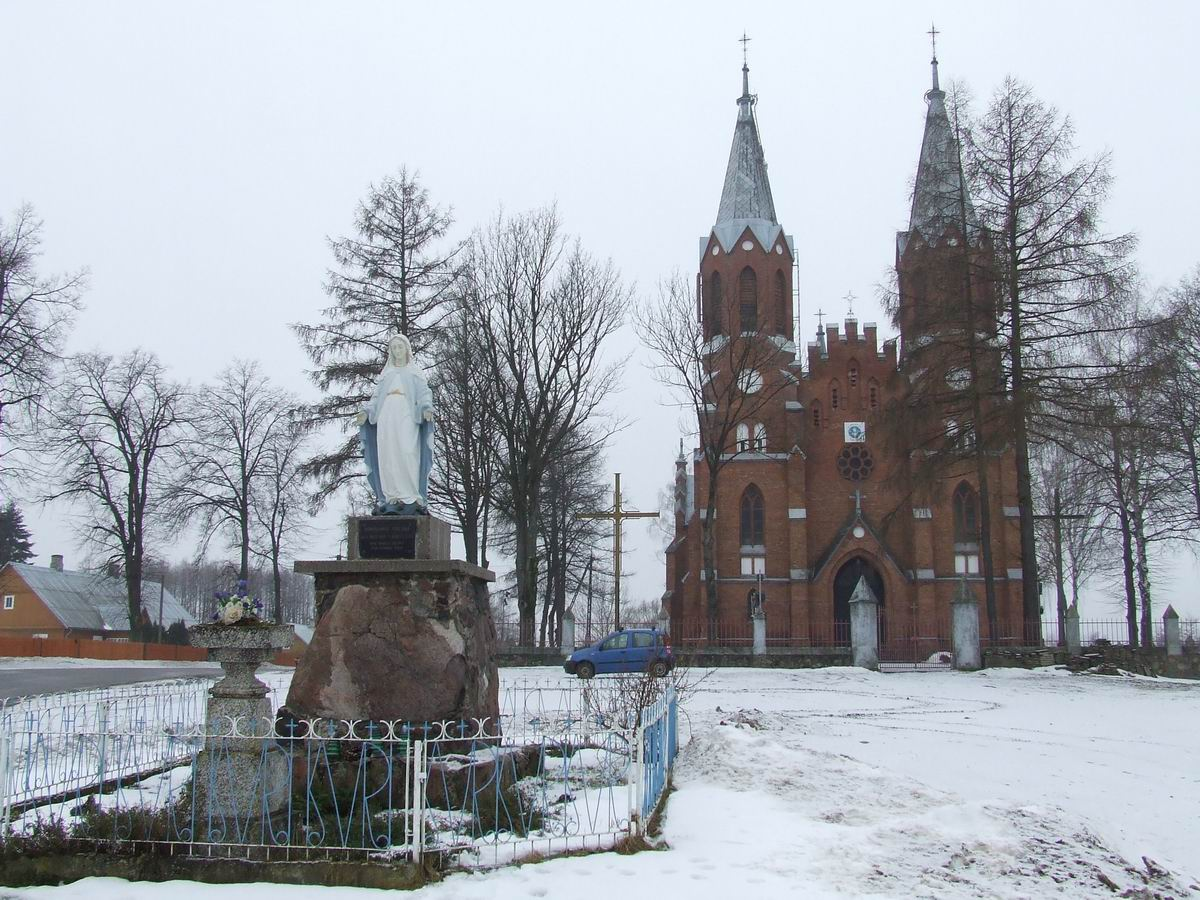
Kościół w Czarnej Wsi Kościelnej

W roku 1912 erygowano katolicką parafię i w miejscu teraźniejszej wsi rozpoczęto budowę kościoła, jednak wybuch I wojny światowej zatrzymał prace. Budowę kościoła ukończono w 1920 roku. W 1921 Czarna Wieś Kościelna liczyła 458 mieszkańców.
W latach 1927–1938 miała miejsce komasacja gruntów i przy okazji utworzono dwie miejscowości: Czarna Wieś Kościelna i Czarna Wieś Stacja (późniejsza Czarna Białostocka). W 1932 roku wybudowano Dom Katolicki. W 1935 roku Czarna Wieś Kościelna liczyła 730 mieszkańców.
27 czerwca 1941 Czarna Wieś Kościelna zostaje zbombardowana przez lotnictwo niemieckie. 8 lipca 1945 miała miejsce pod Ogółami bitwa I Pułku Praskiego Wojska Polskiego ze zgrupowaniem Armii Krajowej.

## Integralne części wsi
| SIMC    | Nazwa  | Rodzaj     |
| ------- | ------ | ---------- |
| 0025744 | Rudnia | przysiółek |

## Historia
- XIII wiek – Powstanie grodziska pod Niemczynem (osadnictwo mazowieckie).
- 1388 – Ustalenie granicy mazowiecko-litewskiej na rzece Czarnej, którą nazywano Małą Suchołdką (Maleysucholdi), a następnie Sokołdką i Sokołdką Lacką.
- XV wiek – Nad rzeką Czarną przed 1509 r. wybudowano stajnie królewskie z obejściami gospodarskimi, gdzie koszono i gromadzono siano, a także wyruszano na łowy.
- XVI wiek – Pojawienie się nazwy rzeka Czarna.
- 1509 – Zygmunt I Stary nadał Puszczę Knyszyńską do rzeki Czarnej wojewodzie trockiemu Mikołajowi Radziwiłłowi, który nad rzeką Czarną wybudował dwór i zagarnął po drugiej stronie rzeki część Puszczy Bielskiej urządzając tam łowiska. Wybudował także w 1510 roku trakt z Knyszyna do Sokółki przez most na rzece Czarnej zwany później Wielką Drogą Królewską.
- 1536 – Królowa Bona odebrała Radziwiłłom ziemie do rzeki Czarnej, przeszły one w ręce królewskie i w 1571 roku zostały przekazane Zygmuntowi II Augustowi. Puszczę Bielską po stronie litewskiej podzielono na mniejsze jednostki, też zwane puszczami. Przy rzece Czarnej zbiegały się granice puszcz: Malawickiej, Kryńskiej, Odelskiej i Kuźnickiej. Utworzono z nich leśnictwo sokólskie i na mocy konstytucji sejmu z 1589 roku weszły one w skład Ekonomii Grodzieńskiej jako królewskie dobra stołowe. Tereny te przeznaczono do wyłącznej dyspozycji królewskiej podlegającej ochronie jako terytoria łowieckie.
- XVII wiek – Intensywna eksploatacja puszcz – wyrób klepek i popiołu.
- 1639 – Ordynacja Królewskich Puszcz wymienia ostępy: Perekał (obecnie Pierekały – dzielnica Czarnej Białostockiej), Mochnacz (wieś Machnacz) oraz Niemczyna (wieś Niemczyn) i Oleszkowa.
- XVII wiek – Wybudowanie w ostępie Złotoria młyna i folwarku Ratowiec, później także dworu.
- XVIII wiek – Osadzenie wsi Czarna na prawie łowieckim.
- 1702 – Powstanie rudni do wytopu żelaza o nazwie Rzeczka (wieś Ruda Rzeczka).
- 1782 – Wybudowanie przez Golfryda Rybeka stacji pocztowej Buksztel, 25 kwietnia 1793 zatrzymuje się tutaj król Stanisław August Poniatowski.
- 1795 – Wcielenie wsi Czarnej do Prus Nowowschodnich po III rozbiorze Polski, administracja pruska zmienia nazwę na Czarną Wieś.
- 1798 – Wybudowanie tartaku wodnego w Rudni koło Czarnej Wsi.
- 1807 – Przyłączenie wsi do Imperium Rosyjskiego (zaboru rosyjskiego) wskutek postanowień traktatu tylżyckiego
- XIX wiek – Powstanie w Czarnej Wsi dużego ośrodka ludowego przemysłu domowego produkcji dachówki ceramicznej.
- 1862–1864 – Budowa kompleksu stacyjnego Czarna Wieś (dworzec, stacja pomp, wieża ciśnień i budynki mieszkalne), 15 grudnia 1862 uruchomienie Magistrali Petersbursko-Warszawskiej.
- 1 marca 1863 – Zwycięska potyczka oddziału powstańczego Walerego Parczewskiego z kozakami pod Czarną Wsią, 16 maja–1 czerwca 1863 powstańcy pod dowództwem Onufrego Duchińskiego i Walerego Wróblewskiego obozowali w ostępie Budzisk.
- 1864 – Ulokowanie w Czarnej Wsi urzędu gminnego a następnie rosyjskiej szkoły ludowej.
- 1869 – Przeprowadzenie uwłaszczenia Czarnej Wsi.
- 1908 – Utworzenie przy stacji wsi Zapieczki. Żydowski kupiec Dawid Pokrzywa wybudował w Wodokaczce pierwszy mechaniczny tartak parowy przy którym powstało małe osiedle robotnicze.
- 1912 – Czarna Wieś liczyła 440 mieszkańców, Wodokaczka – 200, Zapieczki – 70, Buksztel – 200 osób, okoliczne lasy w XIX wieku nazywano Puszczą Buksztelską.
- 1910 – Wybudowanie w Czarnej Wsi kaplicy rzymskokatolickiej.
- 1 kwietnia 1913 – Ksiądz Edward Szapel z mieszkańcami rozpoczyna budowę kościoła w Czarnej Wsi.
- 15 sierpnia 1915 – Wycofujący się Rosjanie podpalają Wodokaczkę, kompleks stacyjny i tartak, Czarną Wieś zajmują wojska niemieckie.
- 1916–1918 – Wybudowanie przy stacji tartaków, kolejek wąskotorowych, warsztatów mechanicznych i elektrowni przez Niemców, intensywna trzebież puszczy.
- 19 grudnia 1919 – Wojsko Polskie zajmuje Wodokaczkę, Zapieczki i Buksztel, Czarna Wieś odzyskuje niepodległość.
- 27 lipca 1920 – W czasie walk odwrotowych, został pochowany legionista Stanisław Szczęsny, zmarł w wyniku odniesionych ran podczas walki w okolicy Rozedranki.
- 1921 – Ukończono budowę kościoła parafialnego w Czarnej Wsi.
- 1921 – Czarna Wieś Kościelna liczyła 458 mieszkańców, Czarna Wieś Stacja – 614, Buksztel – 161 osób.
- 1923–1928 – Tartakami Państwowymi w Czarnej Wsi kierował dyrektor Jan Czajkowski, przedsiębiorstwo składało się z 2 tartaków: dużego 4-trakowego od 1930 r.; 5-trakowego i małego l-trakowego po przeciwnej stronie torów (w latach trzydziestych zamieniono go na skrzynkamię), kolejek leśnych, warsztatów mechanicznych i elektrowni.
- 1924–1926 – Pierwsza parcelacja kolonii Zapieczki i Perekał-Zawały, ta i późniejsze parcelacje stworzyły osiedla domków jednorodzinnych.
- 1927–1936 – Komasacja Czarnej Wsi Kościelnej.
- 1932 – Wybudowanie świetlicy międzyorganizacyjnej, boiska i toru ślizgawkowego w Czarnej Wsi Stacja oraz Domu Katolickiego w Czarnej Wsi Kościelnej.
- 1933 – Wybudowanie nowej szkoły im. Marszałka Józefa Piłsudskiego w Czarnej Wsi Stacja.
- 1934 – Wybudowanie murowanego budynku Spółdzielni „Samopomoc”, pomnika Żwirki i Wigury oraz wieży strażackiej w Czarnej Wsi Stacja, powstał kompleks rekreacyjno-sportowy zawierający także park z alejkami, „patelnię” z miejscem dla orkiestry oraz boiska i inne urządzenia sportowe. Mecenasami kultury byli Witold i Janina Wigurowie – kierownik tartaków z żoną. Działało także szereg organizacji społecznych -Ochotnicza Straż Ogniowa, a także Związek Strzelecki, Związek Rezerwistów i Związek Przysposobienia Wojskowego Kobiet (słynne „pewukaczki”).
- 1935 – Czarna Wieś Stacja liczyła 2 200 mieszkańców, Czarna Wieś Kościelna – 730, a Buksztel 450 osób.
- 1936 – Napad na plebanię, zabójstwo ks. proboszcza Olanickiego[8].
- 1937–1939 – Wybudowanie Osiedla Tartacznego w Czarnej Wsi Stacji. Miejscowość nazywana była miasteczkiem, liczyła 200 domów mieszkalnych i 2 650 mieszkańców. Posiadała 22 ulice, 12 sklepów, 2 piekarnie i restaurację.
- 27 czerwca 1941 – Czarna Wieś Kościelna zostaje zbombardowana przez lotnictwo niemieckie.
- 29 lipca 1944 – Wycofujący się Niemcy niszczą tartak i kompleks stacyjny.
- 8 lipca 1945 – Bitwa I Pułku Praskiego Wojska Polskiego ze zgrupowaniem Armii Krajowej pod Ogółami.
- 1946 – Wybudowanie kaplicy rzymskokatolickiej w Czarnej Wsi Stacja.
- 20 października 1952 – Utworzenie Fabryki Maszyn Rolniczych „Biafamar” – Wytwórni Chemicznej nr 14 w Czarnej Wsi do produkcji o charakterze specjalnym. Budowę rozpoczęto już w 1952 roku i intensywnie kontrolowano w 1953–1954. Równolegle w Czarnej Wsi rozpoczęto budowę Zakładowego Osiedla Robotniczego (ZOR) i wkrótce powstały pierwsze bloki, nowe ulice, instalacja wodna i kanalizacyjna, kina, świetlice zakładowe, hala sportowa i stadion oraz targowica.
- 1 stycznia 1956 – Czarna Wieś Stacja otrzymuje prawa osiedlowe i nazwę Czarna Wieś Osiedle.
- 1956 – Fabryka zmienia nazwę na Wytwórnię Wyrobów Precyzyjnych i rozpoczyna produkcję jednoosiowych rozrzutników obornika RT I oraz innych produktów drewnianych i metalowych jak stolarka budowlana czy puszki narzędziowe do motocykli. W 1958 roku rozpoczęto produkcję domowej pralki elektrycznej, która po rozrzutniku staje się drugim podstawowym wyrobem. Na początku lat sześćdziesiątych po zaprzestaniu produkcji pralki zakład podejmuje wytwarzanie chłodziarki domowej „Szron”, a następnie lodówki „Szron Lux 125”.
- 1957 – Osiedlowa Rada Narodowa podjęła uchwałę o przemianowaniu się na miejską i zmiany nazwy osiedla na miasto Czarnolesie, ze względów historycznych nazwa ta została uchylona.
- 7 lipca 1962 – Z Czarnej Wsi wydzielono Czarną Wieś Osada, która otrzymuje prawa miejskie i nazwę Czarna Białostocka.
- XXI wiek – przy starej drewnianej szkole wybudowano nową murowaną.

## Zabytki
- Kościół pw. Matki Boskiej Anielskiej w Czarnej Wsi Kościelnej – obiekt wpisany do rejestru zabytków nieruchomych województwa podlaskiego[9].

## Rękodzieło
We wsi funkcjonują pracownie garncarskie produkujące siwaki.